# كنينغتون، ساوت كمبريدغشير (كامبريدجشير)
كنينغتون، ساوت كمبريدغشير (بالإنجليزية: Conington, South Cambridgeshire)‏ هي قرية و أبرشية مدنية تقع في المملكة المتحدة في إنجلترا.